# Idiacanthus antrostomus
De acordo com pesquisas limitadas, Idiacanthus antrostomus é uma espécie do Pacífico de peixes-dragão barbado de profundidade que se parece muito com Idiacanthus atlanticus. A espécie é capaz de emanar raios de luz vermelhos de seus olhos.
Idiacanthus antrostomus e alguns peixes de profundidade absorvem mais de 99,95% da luz que os atinge, fazendo com que pareçam ultra negros.

## Distribuição
Pode ser encontrado na maior parte das águas temperadas e tropicais, ao norte e ao sul do equador do Pacífico Oriental.  Idiacanthus antrostomus migra para a superfície à noite e retorna às profundezas ao amanhecer e se alimenta principalmente de pequenos peixes e crustáceos.